# Pearl Thompson
Pearl Thompson (Wimbledon, Reino Unido, 8 de noviembre de 1957), también conocido como Porl Thompson, es un músico británico conocido por su trabajo en The Cure. Thompson es el mayor de cuatro hermanos. Sus padres son Tom y Dot Thompson; tiene dos hermanos (Andrew y Robert) y una hermana, Carol, exmujer de Simon Gallup, compañero de Pearl en sus años en The Cure. Pearl estuvo casado

## Vida y carrera musical
Thompson es miembro fundador de The Cure, junto con Robert Smith, Michael Dempsey y Lol Tolhurst. No obstante, abandonó la banda antes de la publicación de su álbum de debut de 1979, Three Imaginary Boys por desavenencias con Smith provocadas por el estilo de guitarra de Porl, que no encajaba en el estilo de escritura de Smith, por aquel entonces minimalista. Se reincorporó a la banda en 1983 como saxofonista, ayudando a grabar el álbum, The Top. Durante el tour de presentación del citado disco, Porl tocaba la guitarra, el saxofón y, ocasionalmente, el teclado. Porl también colaboró con The Glove, formando parte de la banda en su aparición televisiva.
Colaboró en cinco álbumes de estudio de The Cure: The Head on the Door, Kiss Me, Kiss Me, Kiss Me, Disintegration, Wish y 4:13 Dream, así como en cuatro álbumes en directo de la banda: Concert, Entreat, Paris y Show. También apareció en los vídeos The Cure in Orange, Picture Show y The Cure: Festival 2005, así como en el álbum de remixes Mixed Up y en la edición deluxe de Three Imaginary Boys.  
Thompson y el diseñador Andy Vella fueron los cofundadores de Parched Art, firma que produjo muchas de las carátulas de los álbumes de The Cure como, por ejemplo, la de The Head On the Door.
El guitarrista dejó The Cure en 1993 para tocar con Jimmy Page y Robert Plant de Led Zeppelin durante el tour Page and Plant de 1995. También colaboró con Babacar, la banda formada por Boris Williams tras salir de The Cure. Pearl mantiene su actividad como pintor, y tiene una colección llamada "100% Sky" colgada en su página web oficial.

## Curiosidades
- Thompson es el único miembro de The Cure, aparte del propio Smith, que ha trabajado con todos los miembros de la historia de la banda. A pesar de que nunca tocó con Matthieu Hartley, los dos colaboraron en el sencillo "I'm a Cult Hero".
- En 2007 Schecter Guitars lanzó una guitarra llamada Modelo Porl Thompson que cuenta con diseños del artista británico Kev Grey.